# Agrionoptera insignis
Agrionoptera insignis är en trollsländeart. Agrionoptera insignis ingår i släktet Agrionoptera och familjen segeltrollsländor. IUCN kategoriserar arten globalt som livskraftig.

## Underarter
Arten delas in i följande underarter:
- A. i. allogenes
- A. i. chalcochiton
- A. i. insignis
- A. i. insularis
- A. i. lifuana
- A. i. nereis
- A. i. nicobarica
- A. i. papuensis